# Menhirs de Kerdudalou
Les menhirs de Kerdudalou sont deux menhirs situés à Squiffiec dans le département français des Côtes-d'Armor.

## Description
Les deux menhirs sont distants d'environ 6 m. Le menhir no 1 est un prisme triangulaire irrégulier de 2,90 m de hauteur pour 1,55 m de largeur et 1,30 m d'épaisseur. Il est désormais inclus dans un talus en bord de route. Le menhir no 2 était de forme rectangulaire (0,82 m de large pour 0,80 m d'épaisseur) mais renversé et brisé par la foudre il n'en demeure plus que la base. Sa hauteur initiale est estimée à 3 m.